# Idiotropa
Idiotropa là một chi bọ cánh cứng trong họ 
Elateridae.
Chi này được miêu tả khoa học năm 1897 bởi Schwarz.

## Các loài
Chi này có các loài:
- Idiotropa henoni (Abeille de Perrin, 1894)